# まごころづつみ

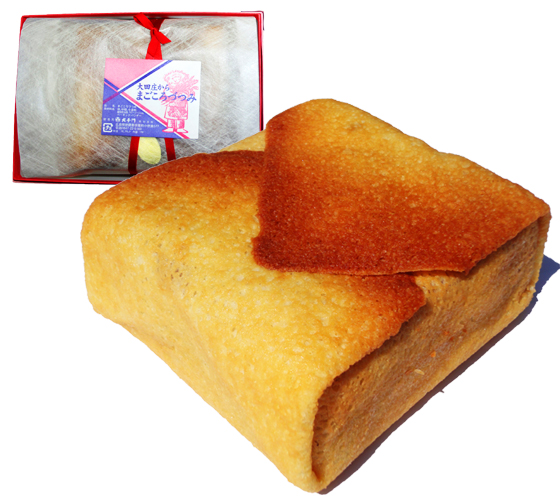
まごころづつみ

まごころづつみは、広島県世羅郡世羅町の、株式会社はしだが製造、和菓子処大手門で販売している焼き菓子である。

## 概要
まごころづつみは、バターケーキにラズベリージャムを塗り、ラング・ド・シャのクッキー生地で包みこんだ菓子。正式な商品名は「大田庄からまごころづつみ」

## 材料
まごころづつみは、シンプルな食材しか使っていないが、こだわり抜いた食材を使用して作っている。濃厚なオリジナルブレンドのラズベリージャムを使っている。

## パッケージデザイン
まごころづつみは、中央に大きなリボンのついた、様々な色の風呂敷で包まれている。
- 桃色、黄緑、紅白、浅紫、青紫、赤夢二猫、黄夢二猫、だんご、梅、ミニブーケ、こはれ、ひょうたん、どくだみ